# Стоу, Стар
Стар Сто́у (англ. Star Stowe; настоящее имя Э́ллен Лу́из Сто́у — англ. Ellen Louise Stowe; 19 марта 1956 года, Литл-Рок, Арканзас, США — 16 марта 1997 года, Корал-Спрингс, Флорида, США) — американская фотомодель.

## Биография
Эллен Луиза Стоу родилась 19 марта 1956 года в Литл-Роке, штат Арканзас, и росла в Арканзасе, Луизиане и Неваде. Ее отец был инженером. Будучи подростком, она переехала в Лас-Вегас, а затем в Лос-Анджелес, где работала стриптизершей в клубе.
Стоу решила взять псевдоним Стар из-за своей любви к небу и сделала татуировку в виде голубой звезды ниже линии бикини.
Встречалась с Джином Симмонсом из группы Kiss. Он отправил ее фотографии в Playboy. Ее фотографировал Помпео Позар и с бас-гитарой Рикенбакера. Снимок был использован в качестве разворота в февральском номере за 1977 год и была названа подружкой месяца.
Позже некоторое время была замужем за Питером Малиго; у них родился сын Майкл. Когда Майклу исполнилось шесть, она отправила его жить к своей матери, но все еще поддерживала с ним связь посредством телефонных звонков и визитов.
Стоу в 1986-м переехала в Форт-Лодердейл в поисках работы в качестве исполнительницы экзотических танцев и в конце концов опустилась до занятия проституцией, алкоголизма и наркомании.
В 1991 году Стоу переехала к своему парню и бросила наркотики и проституцию. Это продолжалось до августа 1996 года, когда после пьяной ссоры они расстались. Она вернулась к проституции.
В последний раз её видели работающей на улицах между 15:00 и 17:00 16 марта 1997 года. Позже ее тело было найдено задушенным и частично одетым. Это было за три дня до ее 41-го дня рождения. Полиция считает, что ее подобрали, убили, а затем бросили где-то после 17:00.
Полиция связала это убийство с Сандрой Кей Уолтерс, проституткой, которая была задушена в Форт-Лодердейле несколькими неделями ранее, 25 февраля. Когда Тэмми Странк была найдена убитой в ноябре 1997 года, полиция предположила, что эти смерти могли быть делом рук серийного убийцы. Эта теория укрепилась, когда несколько других проституток в этом районе впоследствии были задушены и сброшены аналогичным образом. Ее убийство остается нераскрытым.